# Borrelia
- Commons
- Wikispecies

Borrelia é um género de bactérias espiroquetas anaeróbias.
Existem 36 espécies conhecidas de Borrelia, quatorze das quais são conhecidas por transmitir a doença de Lyme e são transmitidas por carraças, em especial a Borrelia burgdorferi, a Borrelia mayonii, a Borrelia afzelii, a Borrelia garinii e a Borrelia valaisiana.
Na cavidade oral, em especial, a Borrelia vincentii está associada com a gengivite ulcerativa necrosante aguda (GUNA).